# デルリン

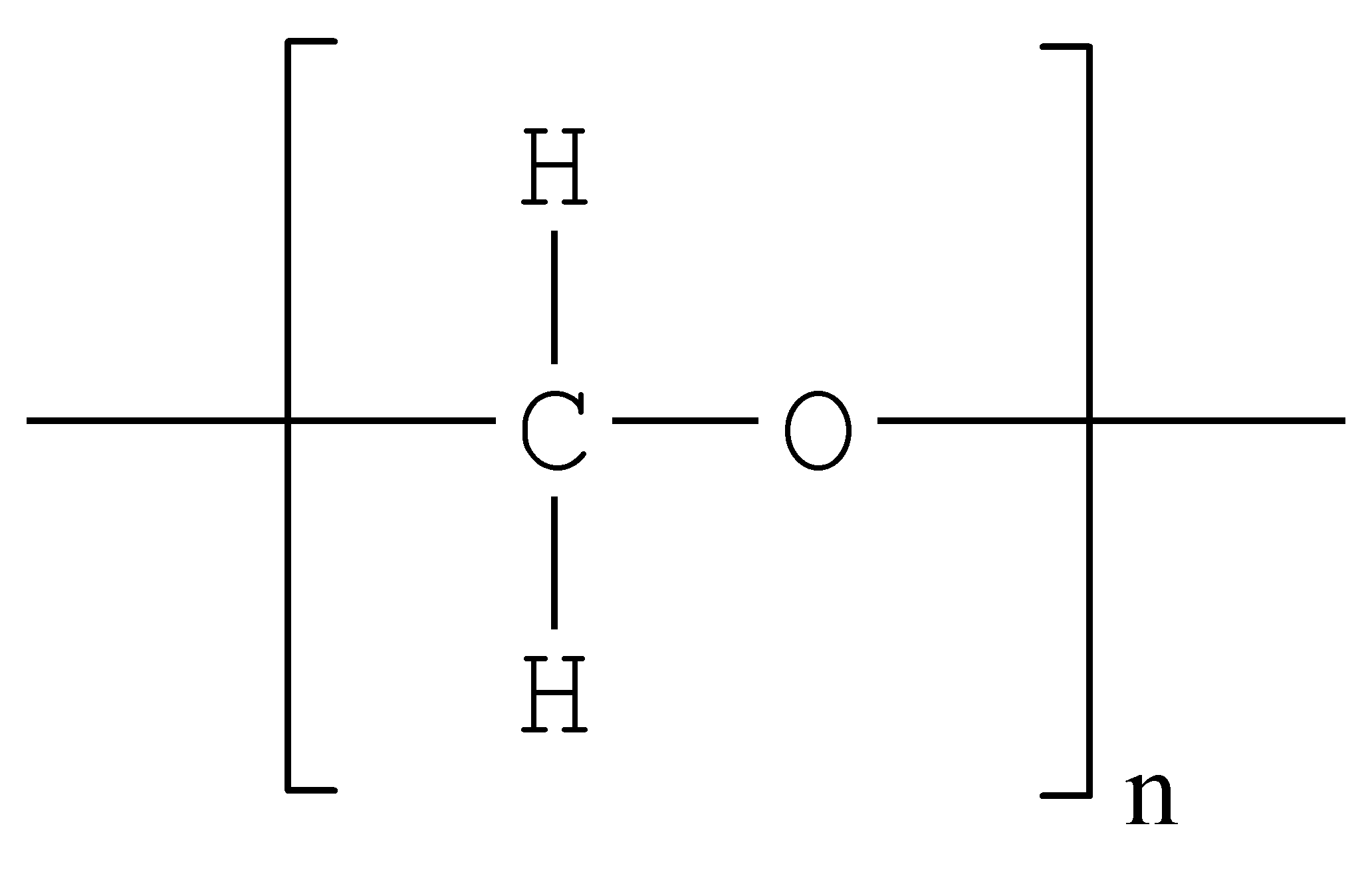
デルリン（ポリオキシメチレン）

デルリン (Delrin) または、ポリオキシメチレン (Polyoxymethylene) はホルムアルデヒドを原料としたポリアセタール樹脂 (POM) である。軽量・なめらかで耐水性を持つ、90 ℃以上の温度に耐えるエンジニアリングプラスチックである。しばしば金属の代替材料として市販される。なお「デルリン」の名称は、デュポン社（Du Pont）の登録商標として知られる。
デュポンによって1952年ごろに初めて合成された。1956年に特許が取得され、1960年にはパーカーズバーグでその製造工場が完成した。

## 用途
アメリカ食品医薬品局 (FDA) は食品工業での使用を認可している。マテル社は1968年から1972年にかけて、摩擦の小さい車輪のベアリングとしてミニカー製品ホットウィール (Hot Wheels) に用いていた。デルリンはアセタールの単独重合体（ホモポリマー）からなる樹脂であり、展板・棒・管状など基本骨格構造をなすような部品として成型する場合には空隙率が問題となる傾向がある。そのため、ある種の部品などでは信頼度が落ち、使いづらいとされることから、アセタール共重合体（コポリマー）がしばしば代替品として利用される。
ペイントボール競技で用いる器具（銃）にネジやポンプの握りなどの部品として広く使われる。安価で強度も十分にあり、軽く滑らかであるため好適であるとされる。競合する材料としてナイラトロン (Nylatron) があり、こちらはより軽いが膨潤性が高い傾向を持つ。膨潤した部品は器具の故障を招き、時には破損の原因ともなる。ナイラトロンのようにナイロンを基にした材料はデルリンよりも摩損に対して強いが、湿気に対しては弱く、湿度の高い環境や水中での使用に適さないとされる。
デルリンは溶媒への耐性が高く摩擦係数も低いため、足車や車輪のベアリングとして有用である。ニードルローラベアリングやボールベアリングが使えないような腐食性の高い環境で選択される。
近年では、アイリッシュ・フルート（伝統的には木製）やティン・ホイッスル（伝統的には金属製）の製造にも利用されている。デルリン製のフルートは木製の物と音が似ているか、あるいはほとんど同じであるが、熱・冷気・乾燥など、木製のものでは収縮やひび割れが起こるような環境にも強い。Des Seery、M&Eフルートの Michael Cronnolly、Tony Dixon などはデルリン製のフルートを製作している。
ギターピックの素材としても使われる。耐久性が良く、弦と接触する箇所では、特にラウンド・ワウンド弦を使う場合、ナイロンよりも磨り減りにくい。セルロイドやポリ塩化ビニル (PVC) 製の弦を傷つけず、握り心地も確かで滑らず、指の形にひずんでなじんでゆくとされる。
チェンバロの製造者や奏者にも重宝され、鍵盤を押したときに弦を引くプレクトラムの素材として用いられる。チェンバロが全盛期の際に使われていた鳥の羽軸に非常に近い品質を持ち、耐久性の高さや変質を起こさない点ではるかに優れるとされる。
安全錠の機構部品にも利用される。デルリン製の部品は、密度が低いためX線による透視・解析に耐性を持つが、中性子線回折には無防備である。耐磨耗性が求められる場合にも使われる。
オートバイのライダー、レーサー用のフレームスライダーや膝の保護具にも使われる。
軽量であり、圧力がかかってもガス漏れを起こしにくいことから、潜水用具の素材としても市民権を得ている。

## 接着
一般的にアセタール樹脂は接着しにくく、これを改善するための特殊な製造法や処理法が開発されてきた。典型的なものとして表面のエッチング、炎処理、機械削磨が挙げられる。エッチングは高温でクロム酸などによって施される。アセタールホモポリマーを加工して表面に引っかかりとなる点を作り、他の材料に接着できるようにする技術が知られている。デュポン社がこの方法に関する特許を持ち、サテン仕上 (satinizing) と称している。酸素プラズマとコロナ放電を利用する処理方法も知られている。
一度表面処理を施せば、エポキシ系、ポリウレタン系、シアノアクリレート系など、種々の接着剤が利用できるようになる。エポキシ系接着剤の場合でのせん断強度は、機械削磨した表面だと150–500psi、化学処理だと500–1000psi（500psiは約3.4MPa）であることが示されている。シアノアクリレートは金属、皮革、ゴムなどのプラスチックとの接着に有効であるとされる。
アセタール樹脂は耐溶媒性が高いため、有機溶剤による溶接は通常できない。熱による溶接はホモポリマー、コポリマー共に適用可能である。